# Pittasoma
Pittasoma is een geslacht van muggeneters (Conopophagidae) en kent twee soorten. Qua uiterlijk en leefwijze lijken deze vogels sterk op Pitta's uit de Oude Wereld. Pitta's en pittasoma's behoren echter niet tot dezelfde familie maar ieder tot een eigen clade. De pittasoma's behoren tot de Furnarii en de pitta's tot de Eurylaimedes (familie Pittidae). Overigens zijn dat wel twee clades binnen de onderorde van de schreeuwvogels.

## Taxonomie
Het geslacht van de Pittasoma bestaat uit de volgende soorten:
- Pittasoma michleri Cassin, 1860 – Zwartkruinmierpitta
- Pittasoma rufopileatum Hartert, 1901 – Roodkruinmierpitta